# Меньшикова Олександра Григорівна
Олександра Григорівна Меньшикова (сценічний псевдонім; до шлюбу Коробова; в шлюбі Меньшова; 3 [15] червня 1840, Україна — 12 [25] жовтня 1902, Петербург) — оперна співачка (лірико-драматичне сопрано), вокальна педагогиня.

## Життєпис
Народилася в сім'ї поміщика. Закінчивши Київський інститут шляхетних дівчат, навчалася співу в Петербурзі у Ф. Річчі, потім в Італії і в Парижі у П. Вартеля.
Її оперний дебют відбувся в 1860 році в Казані в антрепризі Ф. Г. Бергера. У 1866—1869 і 1880 роках — солістка Большого театру (дебют — Церліна в «Фра-Дияволо» Д.Обера). У 1869—1880 роки — солістка Маріїнського театру (дебют — Антоніда в «Життя за царя» М. І. Глінки). У 1880—1890 роки виступала в приватних оперних антрепризах (Москва, Петербург, Рига, Ярославль, Томськ, Кавказ).
Виступала в спектаклях Італійської опери (Петербург, 1872). Гастролювала в Мілані (Театр Даль-Верме, 1874, на запрошення О. О. Сантагано-Горчакової), де брала участь у першому поданні в Італії опери «Життя за царя» М. Глінки; в Швейцарії (1874), в Одесі, Харкові та Києві (сезон 1875/76, в оперній антрепризі). Концертувала в Ризі, Дерпті, Ковно, Вільно, Варшаві, Києві.
З 1886 року викладала спів на курсах, відкритих у власному будинку (Петербург).
Була однією з організаторів в Петербурзі Товариства ім. Т. Г. Шевченка (1898).